# 格吕昂格莱讷
格吕昂格莱讷（法語：Glux-en-Glenne，法語發音：[ɡly ɑ̃ ɡlɛn]）是法国涅夫勒省的一个市镇，属于希农堡（城）区。

## 地理
格吕昂格莱讷（46°57'23"N, 4°1'51"E）面积22.06 平方千米，位于法国勃艮第-弗朗什-孔泰大區涅夫勒省，该省份为法国中部省份，北至约讷省，西北接卢瓦雷省，西接谢尔省，南至阿列省，东南接索恩-卢瓦尔省，东临科多尔省。
与格吕昂格莱讷接壤的市镇（或旧市镇、城区）包括：阿尔勒夫、法尚、拉罗谢米莱、圣莱热苏伯夫赖、圣普里、维拉普松。

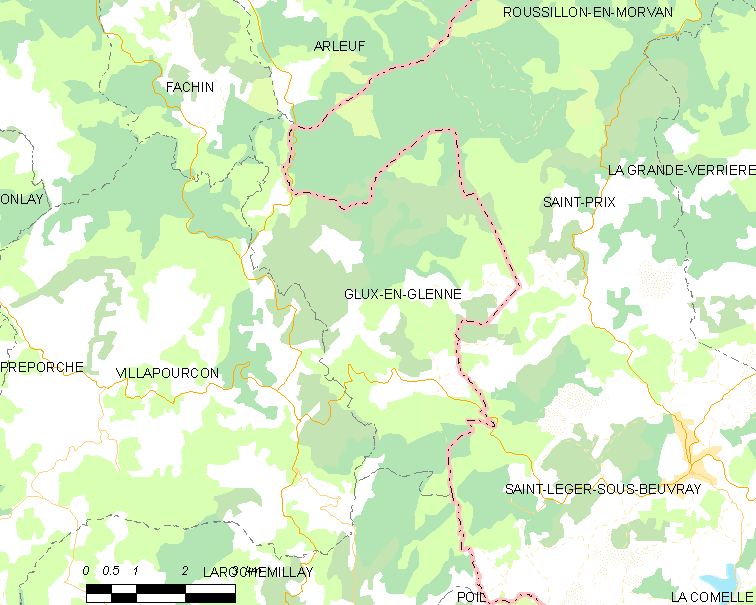
格吕昂格莱讷的OSM定位图

格吕昂格莱讷的时区为UTC+01:00、UTC+02:00（夏令时）。

## 行政
格吕昂格莱讷的邮政编码为58370，INSEE市镇编码为58128。

## 政治
格吕昂格莱讷所属的省级选区为希农堡县。

## 人口

1962-2008年间格吕昂格莱讷人口变化图示

格吕昂格莱讷于2022年1月1日时的人口数量为87人。